# رقية بنت عوض بن محمد الحجي
رقية بنت عوض بن محمد الحجي، عُرف عنها القيام بالأعمال الخيرية وخاصةً في وقف الكتب، حيث كان لها دور كبير في دعم الحياة العلمية في حائل. 

## نبذة
ولدت في حائل نهاية القرن الثالث عشر الهجري، ونشأة في أسرة علمية، والدها هو عوض بن محمد الحجي كان عالماً مشهوراً في حائل اختص بتدريس القرآن الكريم والفرائض، وأخذ عنه كثير من طلاب العلم، وعرف باهتمامه بجمع الكتب، وأسس مكتبة كان لها دور نشط في تفعيل الحركة العلمية في حائل. اما والدتها فاسمها قوت.

## نشأتها وأعمالها
نشأت مع أختيها شماء وهيا وأخيها الوحيد عبد المحسن، في بيئة علمية تبين أثرها في رقية التي أقبلت على العلم وأسهمت في نشره، وذلك بتأثير من والدها، فأبدت رقية مع أختها شماء وأمها اهتماماً كبيراً بوقف الكتب على طلبة العلم، لتكون متاحة لاستخدامهم؛ فمن الكتب التي وقفنها نسخة مخطوطة من كتاب عمدة الفقه لابن قدامة المقدسي، وجاء نص الوقفية على النحو الآتي:
«من جملة وقف بنات عوض رقية وشماء وأمهن قوت على طلبة العلم جعله الله خالصاً لوجه، وصلى الله على محمد وسلم، سنة 1325هـ». 
وورد النص على مجموعة من الكتب التي أوقفنها، وهي الآتي:
كتاب الداء والدواء، وشرح معاني الآثار، والجزء الثالث من حاشية الصبان، والانتصار لحزب الله الموحدين، والكلام المنتقى فيما يتعلق بكلمة التقوى، ورحمة الأمة في اختلاف الأئمة.
اما الكتب التي أوقفنها؛ فهي:
شرح صحيح مسلم للنووي، ومجمع البحار، وميزان الاعتدال، وسنن الترمذي، وسنن ابن ماجة، وسنن الدارمي، وسيرة ابن هشام، ومقدمة ابن خلدون، والرسالة القشيرية، وشرح الشاطبية، والصارم المنكي، وشرح خلاصة الفرائض، وأسماء رجال صحيح البخاري، والعقد الفريد، وشرح الفوائد الشنشورية والكلم الطيب لابن قيم، وأطواق الذهب للزمخشري، وجزء من صحيح البخاری.
وكان ذلك لرغبتها في نشر الكتب بين أيدي الناس، بدلاً من إبقائها دون استخدام أو فائدة.

## زواجها
تزوجت من صالح السالم البنيان، عام 1314هـ /1896م، وأنجبت له: علي، سليمان، عبد الكريم، فاطمة.
وكان لزواجها منه أثر كبير في دعم الحياة العلمية في حائل لما أبداه الزوجان من اهتمام بقضايا العلم، خاصة جمع الكتب ووقفها، فجميع الكتب الموقوفة من قبلها مع أختها وأمها، حفظت في مكتبة زوجها صالح السالم البنيان. وانعكست هذه الصفات على أبنائها علي وعبد الكريم، وكان للأول شهرة كبيرة باعتباره أحد علماء حائل الذين يشار إليهم بالبنان.

## وفاتها
توفيت عام 3 رجب 1361ھ / 16 يوليو 1942م.